# Tropocyclops ishidai
Tropocyclops ishidai – gatunek widłonoga z rodziny Cyclopidae. Nazwa naukowa tych skorupiaków została opublikowana w 2007 roku przez południowokoreańskich biologów Lee Ji-mina i Chang Cheon-younga.